# Agropyron
Agropyron là một chi thực vật có hoa trong họ Hòa thảo (Poaceae).

## Loài
Chi Agropyron gồm các loài: